# Кабалевский, Дмитрий Борисович
Дми́трий Бори́сович Кабале́вский (17 [30] декабря 1904, Санкт-Петербург — 14 февраля 1987, Москва) — советский композитор, дирижёр, пианист, педагог, публицист, общественный деятель.
Академик АПН СССР (1971). Герой Социалистического Труда (1974). Народный артист СССР (1963). Лауреат Ленинской премии (1972), трёх Сталинских премий (1946, 1949, 1951), Государственной премии СССР (1980) и Государственной премии РСФСР имени Глинки (1966).

## Биография

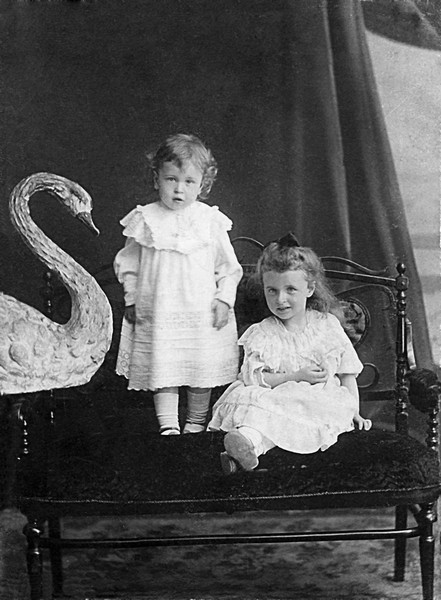
Дмитрий и Елена Кабалевские. Луганск, 1906 год

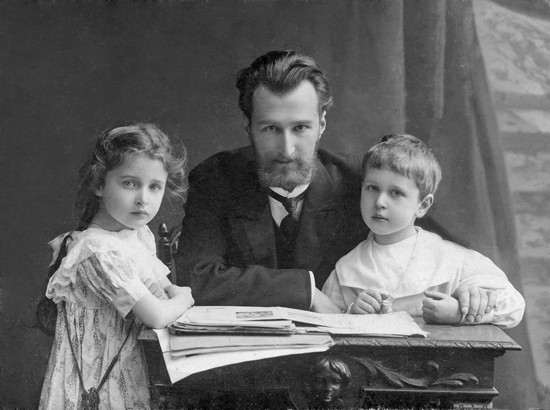
Борис Клавдиевич Кабалевский с сыном Дмитрием и дочерью Еленой. Санкт-Петербург, 1909 год

Могила Кабалевского на Новодевичьем кладбище Москвы

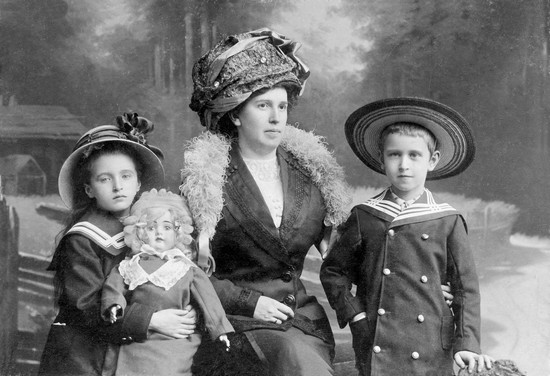
Надежда Александровна Кабалевская (урожд. Новицкая) с сыном Дмитрием и дочерью Еленой. Санкт-Петербург, 1911 год

Родился 17 (30) декабря 1904 года в Санкт-Петербурге в семье служащего Главного управления по делам местного хозяйства Министерства внутренних дел Бориса Клавдиевича Кабалевского. (При этом в советских справочных изданиях указывалось, что Кабалевский родился «в семье математика».)
Учился в трёхклассном городском училище и в 1-й Петроградской классической гимназии. В 1918 году вместе с родителями переехал в Москву, где в 1922 году окончил сов. школу II ступени № 35.
Музыкальное образование получил в 3-й музыкальной школе и Музыкальном техникуме имени А. Н. Скрябина (ныне Академическое музыкальное училище при Московской государственной консерватории имени П. И. Чайковского), который окончил в 1925 году. В 1930 году окончил Московскую консерваторию по классу композиции у Н. Я. Мясковского и по классу фортепиано у А. Б. Гольденвейзера.
Самостоятельную работу начал в 1922 году — аккомпаниатор, секретарь и управделами Музыкального техникума им. А. Н. Скрябина. С 1925 года начал педагогическую деятельность в этом техникуме.
В 1927—1928 годах вышли его первые изданные сочинения и музыкально-критические заметки.
Выступал как пианист и дирижёр с исполнением своих произведений.
В 1932—1980 годах преподавал в Московской консерватории (с 1939 — профессор по классу композиции). Среди учеников: М. П. Зив, А. И. Пирумов, Э. Б. Абдуллин, М. Скорик, Г. А. Струве, В. Ф. Щербаков (внучатый племянник композитора).
В годы войны с середины октября 1941 до января 1942 года был эвакуирован с Союзом композиторов в Свердловск. Вёл занятия в консерватории и был инструктором обкома ВЛКСМ по работе с учащимися ПТУ.
В постановлении 1948 года «Об опере „Великая дружба“ Вано Мурадели», направленном против «композиторов-формалистов», Д. Б. Кабалевский, чьё имя первоначально должно было быть перечисленным наряду с другими «формалистами» (С. С. Прокофьев, Д. Д. Шостакович, Н. Я. Мясковский, Г. Н. Попов, А. И. Хачатурян, В. Я. Шебалин), в результате не был упомянут. На заседаниях Союза композиторов СССР, посвящённых этому постановлению, принимал самое активное участие в «критике формалистов».
Помимо педагогической работы, в разные годы был концертмейстером в Центральном детском театре (ныне Российский академический молодёжный театр); ответственным редактором журнала «Советская Музыка» (1940—1947); редактором, заведующим детской редакцией в Музыкальном государственном издательстве; начальником Управления художественного вещания Радиокомитета при СНК СССР (1943—1945); член Всесоюзного комитета по радиофикации и радиовещанию при СМ СССР (1943—1950); заведующим сектором музыки в Институте истории искусств Академии наук СССР (ныне Государственный институт искусствознания) (1949—1952). В 1973 году организовал Лабораторию музыкального образования (в НИИ школ МП РСФСР) и руководил ею до 1983 года. Результат этой работы — новая программа по музыке для общеобразовательной школы. С 1983 года продолжал участвовать в работе лаборатории в качестве профессора-консультанта. С 1954 года — член Коллегии Министерства культуры СССР; с 1982 года — основатель и главный редактор журнала «Музыка в школе».
Начиная с 1945 года, неоднократно был за границей: Австрия, Австралия, Англия, Бельгия, Болгария, Венгрия, ГДР, Канада, Китай, Мексика. Польша, Румыния, США, Финляндия, Франция, Германии, Чехословакия, Швеция, Швейцария, Япония.
В 1965 году участвовал в создании Магнитогорской музыкальной школы № 65.
Ведя класс композиции в Московской консерватории и занимая один из ведущих «секретарских» постов в Союзе композиторов СССР, по многочисленным свидетельствам, часто использовал свою власть против молодых композиторов, стремившихся отойти от официозной музыкальной эстетики. (Один из известнейших учеников Кабалевского Алемдар Караманов столкнулся с «непониманием» со стороны своего профессора: по окончании аспирантуры (1965) ему пришлось покинуть столицу и уехать в родной Симферополь.)
Помимо самого главного увлечения своей жизни — музыки — увлекался шахматами и коллекционированием почтовых марок, некоторое время он даже состоял в редколлегии журнала «Филателия СССР».
Умер 14 февраля (на новом памятнике указана дата смерти — 16 февраля) 1987 года в Москве. Похоронен на Новодевичьем кладбище.

### Общественная деятельность

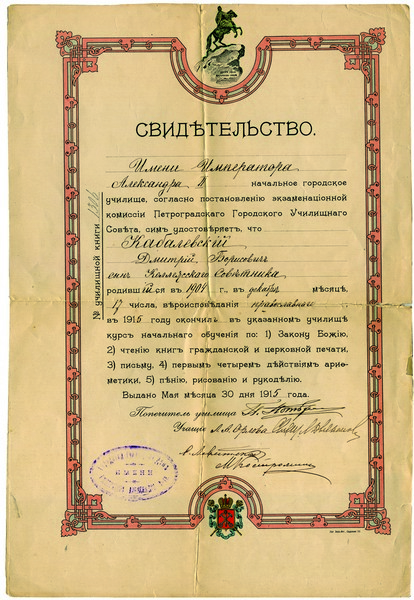
Свидетельство об окончании начальной школы. 1915 год.

- 1940—1946 — редактор журнала «Советская музыка».
- 1950 — вице-президент Английского рабочего хорового общества.
- 1952 — член Советского комитета защиты мира.
- 1955—1959 — член Всемирного совета мира.
- 1958—1987 — член Центрального Совета Всесоюзной пионерской организации им. В. И. Ленина.
- 1960—1972 — член Оргкомитета по проведению Международных конкурсов им. П. И. Чайковского.
- 1961—1962 — член Комитета по Ленинским премиям в области литературы и искусства
- 1964 — вице-президент ИСМЕ.
- 1966 — член редколлегии журнала «Филателия»
- 1969 — председатель научно-проблемного совета по эстетическому воспитанию при Президиуме АПН СССР[9].
- 1970 — член Совета директоров ИСМЕ (Международное общество музыкального образования при ЮНЕСКО), президент Советской секции ИСМЕ.
- 1972 — почётный президент ИСМЕ.

В 1932—1948 годах — член правления Союза композиторов Москвы, в 1935—1948 — член Президиума Оргкомитета Союза Советских композиторов (ССК СССР), с 1952 — секретарь правления Союза композиторов СССР, с 1962 — председатель комиссии по музыкально-эстетическому воспитанию детей и юношества.
Член ВКП(б) / КПСС с 1940 года. Депутат Совета Национальностей Верховного Совета СССР 7—11 созывов (1966—1987) от Пермского избирательного округа № 23.
Являлся одним из наиболее официозных музыкальных деятелей советской эпохи, занимая ключевые административные позиции в Союзе композиторов и Министерстве культуры СССР, а также представляя СССР в различных международных культурных организациях. Его позиция по музыкальным, творческим и эстетическим вопросам всегда соответствовала идеологическим установкам советских властей, меняясь вместе с политическим курсом в тот или иной период времени.
Авторитет Кабалевского как музыкального, государственного и общественного деятеля усиленно возрождается в России 2000-х — 2020-х годов в связи с общим направлением государственной политики в державно-традиционалистском духе.

## Педагогическая система Д.Б. Кабалевского
Занимая ведущие позиции в Союзе композиторов и Министерстве культуры СССР, в начале 1970-х гг. Д.Б. Кабалевский выступил инициатором методики, которая сразу же была официально внедрена во всех советских начальных и средних образовательных учреждениях (школах и училищах), а также оказала большое влияние на политически зависимые от СССР страны т.н. «Восточного блока». Провозглашая в качестве цели школьного предмета «Музыка» «формирование музыкальной культуры» и преподавание музыки как «живого образного искусства», методика Кабалевского строилась на догмах «социалистического реализма», согласно которым все основы музыки сводились к её жанрово-прикладным проявлениям (т.н. «три кита»: марш, танец и песня). Во многом методика Кабалевского, поддержанная государством, являлась «советским ответом» на распространившиеся в XX веке на Западе новые музыкально-педагогические системы (Бартока, Кодая, Орфа и др.). На ней основывалась деятельность всех советских школ (общеобразовательных и музыкальных) вплоть до конца горбачёвской «перестройки» (конец 1980-х - начало 1990-х гг.). По инерции она во многом воспроизводится и в современном российском школьном музыкальном воспитании.

## Семья
- Отец — Борис Клавдиевич Кабалевский (1877—1939), служащий Главного управления по делам местного хозяйства Министерства внутренних дел Российской империи, математик в страховой компании, в советское время работал в ЦСУ и в Госстрахе.
- Мать — Надежда Александровна Кабалевская (урожд. Новицкая) (1878—1958), домохозяйка.
- Дед — Клавдий Егорович Кабалевский (1844—1915), военный инженер, генерал-лейтенант царской армии.
- Первая жена — Эдварда Иосифовна Блюман (1911—1981), дочь Р. Л. Блюман. Преподавала английский язык в Министерстве внешней торговли СССР, окончив институт иностранных языков. Кроме того, была переводчиком художественной литературы с английского языка. Самый её известный перевод — «Вино из одуванчиков» Р. Бредбери, а всего было более 30 переводов книг и рассказов.
  - Сын — Юрий Дмитриевич Кабалевский (1931—2016)[11].
- Вторая жена — Лариса Павловна Чегодаева (1911—1988)[12].
  - Дочь — Мария Дмитриевна Кабалевская, директор Музыкального культурно-образовательного центра имени Д. Б. Кабалевского[13].

Первый раз довольно рано женился, но брак был недолгим. Со второй женой, Ларисой Павловной, которая стала его другом, помощницей, прожил всю жизнь.

## Награды и звания
- Герой Социалистического Труда (1974)
- Заслуженный деятель искусств РСФСР (1946)
- Народный артист РСФСР (1954)
- Народный артист СССР (1963)
- Ленинская премия (1972) — за новую редакцию оперы «Кола Брюньон» (1968)
- Сталинская премия первой степени (1946) — за 2-й квартет (1945)
- Сталинская премия второй степени (1949) — за концерт для скрипки с оркестром (1948)[14]
- Сталинская премия второй степени (1951) — за оперу «Семья Тараса» (1950)
- Государственная премия СССР (1980) — за 4-й концерт для фортепиано с оркестром («Пражский») (1979) (премия за произведения литературы и искусства для детей)
- Государственная премия РСФСР имени М. И. Глинки (1966) — за «Реквием» для солистов, двух хоров и симфонического оркестра (1962)
- Премия Ленинского комсомола (1984) — за выдающиеся заслуги в воспитании детей и юношества
- Четыре ордена Ленина (1964, 1971, 1974, 1984)
- Орден Трудового Красного Знамени (1966)
- Орден «Знак Почёта» (1940)
- Медаль «За доблестный труд в Великой Отечественной войне 1941—1945 гг.»
- Медаль «В память 800-летия Москвы»
- ВКФ (1958, Приз за лучшую музыку, фильм «Хождение по мукам»)[15]
- Приз «Золотой диск» фирмы «Мелодия»
- Почётный профессор консерватории в Мехико (Мексика) (1959)
- Доктор искусствоведения (1965)
- Почётный член-корреспондент Академии искусств ГДР (1969)
- Действительный член АПН СССР (1971)[16].
- Почётный член Международного музыкального совета при ЮНЕСКО
- Почётный член Международного общества имени З. Кодая (Венгрия).

## Творчество
Музыка Кабалевского продолжает эстетику школы Мясковского, являясь академическо-традиционалистской в своей основе. При этом она слегка разбавлена «более современными» гармониями, опирается на музыкально-идеологические догмы «соцреализма» (советская тематика, опора на жанры песенные, танцевальные и маршевые, частая имитация «национального колорита», преимущественно русского), отличается профессиональным мастерством и уверенным владением традиционной композиторской техникой. Работал во многих жанрах. Внёс также вклад в область музыки для детей и юношества, особенно — в жанр пионерской хоровой музыки.

### Сочинения

#### Оперы
- «Кола Брюньон», соч. 24 («Мастер из Кламси», по Р. Роллану, 1938, Ленинградский Малый оперный театр; 2-я редакция 1968, поставлена 1970, ЛМАТОБ, одновременно в театре «Эстония», Таллин),
- «В огне», соч. 37 («Под Москвой», 1943, Большой театр)
- «Семья Тараса», соч. 47 (по повести «Непокорённые» Б. Л. Горбатова, либретто С. А. Ценина, 1950, ЛАТОБ имени С. М. Кирова)
- «Никита Вершинин», соч. 53 (по повести и пьесе «Бронепоезд 14-69» В. В. Иванова, либретто С. А. Ценина, 1955, Большой театр)
- «Сёстры», соч. 83 (по повести «Встреча с чудом» И. М. Лаврова, 1969, Пермский театр оперы и балета);

#### Оперетты
- «Весна поёт», соч. 58 (1957, МТО).
- «Второй дуэт Симы и Броневого» из оперетты «Весна поёт» [17]

#### Балеты
- «Золотые колосья», соч. 28 (либретто Е. М. Помещикова и А. Ермолаева по мотивам кинофильма «Трактористы», 1939—1940) (не окончен).

#### Для симфонического оркестра и хора
- «Поэма борьбы», соч. 12 (1931)
- Музыка к радиокомпозиции «Галицийская жакерия» для оркестра, хора и солистов, соч. 15 (1931)
- «Парад молодости». Музыкальное представление для детского хора и оркестра, соч. 31 (1941)
- Вокальные монологи для голоса с оркестром, соч. 33 (1941)
- «Родина великая», соч. 35 (кантата, слова разных поэтов, 1942)
- «Народные мстители», соч. 36 (сюита, 1942)
- Песня утра, весны и мира, соч. 57 (кантата, 1958)
- «Ленинцы», соч. 63 (кантата, 1959)
- Реквием, соч. 72 («Посвящается тем, кто погиб в борьбе с фашизмом», слова Р. И. Рождественского, 1962)
- «О родной земле», соч. 82 (кантата, 1965)

#### Для симфонического оркестра
- 4 симфонии (cis-moll, соч. 18 — 1932; c-moll, соч. 19 — 1934; b-moll «Реквием» для оркестра и хора, соч. 22 — 1933; c-moll, соч. 54 — 1956)
- 4 концерта для фортепиано с оркестром (соч. 9 — 1928; соч. 23 — 1935; соч. 50 — 1952; соч. 99 — 1979)
- Концерт для скрипки с оркестром, соч. 48 (1948)
- 2 концерта для виолончели с оркестром (соч. 49 — 1949; соч. 77 — 1964)
- Походный марш для духового оркестра (1932)
- Сюита из оперы «Кола Брюньон», соч. 24а (1941)
- Сюита «Комедианты», соч. 26 (на основе музыки к пьесе «Изобретатель и комедиант» М. Даниэля, 1938—1940)
- Сюита из балета «Золотые колосья», соч. 28а (1940)
- «Ромео и Джульетта». Музыкальные зарисовки к трагедии У. Шекспира для большого симфонического оркестра, соч. 56 (1956)
- «Патетическая увертюра» для большого симфонического оркестра, соч. 64 (1960)
- Симфоническая поэма «Весна», соч. 65 (1960)
- Рапсодия на тему песни «Школьные годы» для фортепиано с оркестром, соч. 75 (1963)
- «Памяти героев Горловки» — симфоническое посвящение es-moll, соч. 78 (1965)
- Симфоническая поэма «К Вечному огню в Брянске», соч. 85 (1968)
- «Героям Революции 1905 года» для духового оркестра, соч. 95 (1974)
- Фанфары ИСМЕ для симфонического оркестра, соч. 96 (1974)

#### Камерно-инструментальные произведения
- 2 струнных квартета (a-moll, соч. 8 — 1928; g-moll, соч. 44 — 1945)

##### Скрипка
- Импровизация для скрипки и фортепиано, соч. 21 (из музыки к фильму «Петербургская ночь», 1934)
- Рондо для скрипки и фортепиано, соч. 69 (для 2-го Международного конкурса им. Чайковского, 1961)
- Пьесы для скрипки и фортепиано, соч. 80 (1965)

##### Виолончель
- Две пьесы для виолончели и фортепиано, соч. 2 (1927)
- Мажорно-минорные этюды для виолончели соло, соч. 68 (1961)
- Соната для виолончели и фортепиано B-dur, соч. 71 (1962)
- Рондо для виолончели и фортепиано «Памяти Сергея Прокофьева», соч. 79 (1965)
- Два концерта для виолончели с оркестром

#### Для фортепиано
- 3 прелюдии, соч. 1 (1925)
- Сборник детских пьес, соч. 3 (1927—1940)
- 4 прелюдии, соч. 5 (1927—1928)
- 3 сонаты (соч. 6 — 1927; соч. 45 — 1945; соч. 46 — 1946)
- 2 сонатины (соч. 13 № 1 — 1930, соч. 13 № 2 — 1933)
- «Из пионерской жизни», пьесы для фортепиано, соч. 14 (1931)
- 4 прелюдии, соч. 20 (1934)
- 30 детских пьес, соч. 27 (1938)
- 3 пьесы, соч. 30 (1939)
- 24 прелюдии, соч. 38 (1944)
- 24 лёгкие пьесы, соч. 39 (1944)
- Лёгкие вариации, соч. 40 (1944)
- Лёгкие вариации, соч. 51 (1952)
- Рондо a-moll, соч. 59 (для 1-го Международного конкурса им. Чайковского, 1958)
- 4 лёгких рондо, соч. 60 (1958)
- 6 прелюдий и фуг, соч. 61 (1959)
- Весенние танцы, соч. 81 (1965)
- Речитатив и рондо, соч. 84 (1967)
- «В пионерском лагере», 6 пьес для фортепиано, соч. 3/86 (1927—1968)
- Вариации на народные темы, соч. 87 (1976)
- 6 пьес, соч. 88 (1971)
- 35 лёгких пьес, соч. 89 (1974)
- Лирические напевы, соч. 93 (1971)

#### Для голоса и фортепиано
- 10 сонетов Шекспира, соч. 52 (1953—1955, перевод С. Я. Маршака)
- 3 восьмистишия Р. Гамзатова, соч. 74 (1963, перевод Н. Гребнева)
- 5 романсов на слова Р. Гамзатова, соч. 76 (1963—1964, перевод Н. Гребнева)

и др.

#### Песни
- 7 весёлых песен (слова С. Я. Маршака, 1945)
- 4 песни-шутки (слова С. Я. Маршака и С. В. Михалкова, 1945)
- Четвёрка дружная ребят (слова С. Я. Маршака)
- Наш край (То берёзка, то рябина…) (слова А. Пришельца)
- Пионерское звено (слова О. И. Высотской)
- Про вожатую (слова О. И. Высотской)
- Школьные годы (слова Е. А. Долматовского)
- Спокойной ночи, «Артек» (слова В. И. Викторова)
- Часовые стоят (слова волгоградского школьника В. Шляхова)
- Не только мальчишки (слова В. И. Викторова)
- Счастье (слова О. И. Высотской)
- Артековский вальс (слова В. И. Викторова) и др.

#### Музыка к драматическим спектаклям
- «Земля и небо» братьев Тур (1932, МХАТ 2-й)
- «Мстислав Удалой» И. Л. Прута (1932, ЦТКА, Москва)
- «Шутники» А. Н. Островского (1933, ЦТКА, Москва)
- «Гибель эскадры» А. Е. Корнейчука (1934, ЦТКА, Москва)
- «Восточный батальон» братьев Тур и И. Л. Прута (1935, ЦТКА, Москва)
- «Дорога цветов» В. П. Катаева (1934, Театр имени Е. Б. Вахтангова)
- «Слава» В. М. Гусева (1936, ЦТКА)
- «Весёлый портняжка» (1935, ЦКТ)
- «Мера за меру» У. Шекспира (1938, Театр имени Е. Б. Вахтангова)
- «Изобретатель и комедиант» М. Н. Даниэляа (1938, Центральный детский театр (ныне Российский академический молодёжный театр)
- «Чёртов мост» А. Н. Толстого (1939, Московский театр Сатиры)
- «Школа злословия» Р. Шеридана (1939, МХАТ)
- «Мадам Бовари» (по Г. Флоберу, 1939, Московский Камерный театр)
- «Севильский цирюльник» Бомарше (1940, Московский театр Ленсовета (ныне Московский академический театр им. Вл. Маяковского)
- «Домби и сын» (по Ч. Диккенсу, 1949, МХАТ)
- «Ромео и Джульетта» У. Шекспира (1956, театр имени Е. Б. Вахтангова)

#### Музыка к кинофильмам
- Петербургская ночь (1933)
- Аэроград (1935)
- Зори Парижа (1936, совместно с Н. Н. Крюковым)
- Щорс (1938)
- Антон Иванович сердится (1941)
- Первоклассница (1948, совместно с М. П. Зивом)
- Академик Иван Павлов (1949)
- Мусоргский (1950)
- Школа злословия (фильм-спектакль, 1952)
- Вихри враждебные (1953)
- Вольница (1955)
- Хождение по мукам (Фильм № 1 «Сёстры» (1957), Фильм № 2 «Восемнадцатый год» (1958), Фильм № 3 «Хмурое утро» (1959))
- Весна поёт (телефильм) (1967)
- Кола Брюньон (фильм-опера) (1974)
- Стихи А. Л. Барто (1986)

#### Обработки, редакции, транскрипции
- Бах, Иоганн Себастьян. 8 маленьких прелюдий и фуг для органа, токката и фуга до минор для органа, токката и фуга ре минор для органа, вторая органная соната. Обработка для фортепиано.
- Мусоргский, Модест Петрович. Интермеццо си минор для оркестра, скерцо си минор для оркестра. Переложение для фортепиано в 4 руки.
- Мясковский, Николай Яковлевич. Симфонии № 6 (соч. 23), 12 (соч. 35), 18 (соч. 42). Переложение для фортепиано в 4 руки.
- Прокофьев, Сергей Сергеевич. Концертино для виолончели с оркестром (соч. 132). Инструментовка (с учётом авторских указаний), редактирование фактуры сопровождения.
- Шуберт, Франц. Фантазия фа минор для фортепиано в 4 руки (D. 940). Обработка для фортепиано с оркестром.

## Память
- В городе Чайковский Пермского края улицу Портовая переименовали в улицу Кабалевского в 1988 году.
- В Москве, на здании бывшей школы № 209, где композитор работал учителем музыки в 1973—1981 годах, установлена мемориальная доска.
- С 1962 года проводится Международный конкурс молодых музыкантов имени Д. Б. Кабалевского, основанный в Куйбышеве (ныне Самаре) активистами Городского молодёжного клуба (ГМК-62).
- В 1995 году в Государственном общеобразовательном учреждении Москвы «Центр образования № 1601 имени Героя Советского Союза Е. К. Лютикова» открыт мемориальный музей Д. Б. Кабалевского. В 2005 году на здании была установлена мемориальная доска композитору.
- С 1995 года Детская музыкальная школа № 20 Тверского района Москвы носит имя композитора.
- В городе Самара с 1997 года музыкальная школа номер 10 носит имя Дмитрия Борисовича Кабалевского.
- С 2005 года в Ватутинках имя Кабалевского носит детская школа искусств[18].
- В 2016 году одной из улиц в Десёновском поселении Москвы присвоено название Дмитрия Кабалевского.

## Записи на виниле
- О чём говорит музыка. Шесть бесед Д. Кабалевского с детьми. 6 пластинок. Д-15759. 1965